# Liebe ohne Minze
Liebe ohne Minze, auch bekannt als Hochzeit mit Hindernissen, ist ein deutscher Fernsehfilm aus dem Jahre 2011.

## Handlung
Saskia ist eine alleinerziehende Mutter. Sie will den Architekten Robert heiraten und will zu ihm nach München ziehen. Ihre Tochter Mira kann Robert aber nicht leiden. Sie reißt aus und sucht ihren Vater Amine in Marrakesch. Saskia reist ihr nach. Amine betreibt mit seinem Vater eine Schneiderei in Marokko. Als er aber erfährt, dass sein Vater damals bestochen hat und ihm verheimlicht hat, dass er eine Tochter hat, ist er enttäuscht. Er will geschäftlich eigene Wege gehen und nicht mehr mit seinem Vater zusammenarbeiten.
Miras Vater und Mutter kommen sich näher als Mira von einem Skorpion gestochen wird.

## Produktion
Der Dreh fand hauptsächlich in Marokko statt. Die Erstausstrahlung fand am 15. Januar 2011 im Ersten statt.

## Kritik
TV Spielfilm gibt einen Daumen nach unten und meint: Dieser fade Aufguss macht einfach müde.
Auch Tittelbach.tv hält den Film für eine Palette von Unzulänglichkeiten.